# Joseph Bollina
Joseph Bollina (Pelsopra, Como, tussen 1675 en 1685 - Delft, begraven op 20 oktober 1760) was een stucwerker en beeldhouwer, en is vooral bekend om zijn stucwerk-ornamenten ter versiering van interieurs.
Bollina was in 1703 in Würzburg en trok in 1717 naar de Noordelijke Nederlanden. In 1718 trouwde hij in Den Haag met Emerentia Hendrina Eymbers, en in 1732 verhuisde hij naar Delft. In verschillende grachtenhuizen in Delft bracht hij versieringen aan. Uit de bouwgeschiedenis van de Fundatie van Renswoude in Delft blijkt dat hij zich ontwikkelde van uitvoerend kunstenaar tot algemeen ontwerper bij de bouw van een huis. Het stucwerk in dat pand is van zijn hand. Het toppunt is de decoratie in de hal, met de wapenschilden van de regenten.
Zijn meesterwerk was de Ambonkamer in Oude Delft 75. In opdracht van Gaspar Rudolph van Kinschot voorzag hij de kamer van een betimmering met tropisch hout, een stucplafond en een marmeren schouw. De schouw bevindt zich sinds 1897 in kasteel Twickel in Overijssel.
Het door Bollina ontworpen interieur van Oude Delft 2 bevindt zich nu aan het Plein 1813 in Den Haag. De schouw van Koornmarkt 62 is naar Broek in Waterland verhuisd. 
Huize Voormeer in Heerenveen bevat stucwerk van ca. 1755 dat is toegeschreven aan Bollina. Hij maakte het plafond voor de Oud-Katholieke schuilkerk in Den Haag. 
Ook ontwierp hij de versiering van de voorgevel van het Proveniershuis in Schiedam, en decoraties in de Witte Zaal in Paleis Huis ten Bosch.
In 1755 werkte hij in Amsterdam en in 1759-1760 in Piëmont.
Bollina werd op 20 oktober 1760 in Delft begraven.

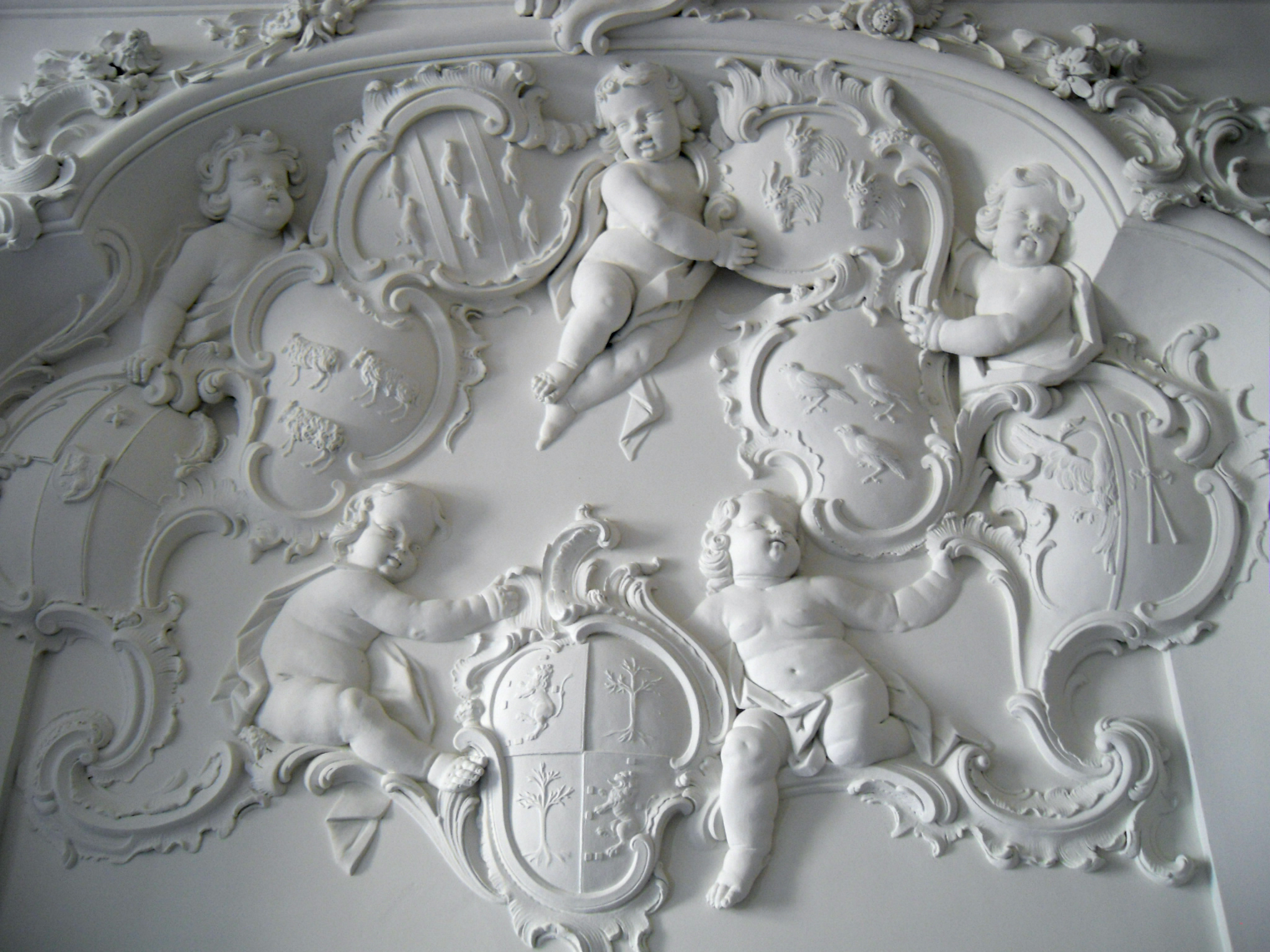
Stucwerk van Joseph Bollina in de entree van de Fundatie van de Vrijvrouwe Van Renswoude, Oude Delft 49. (1756-1760)
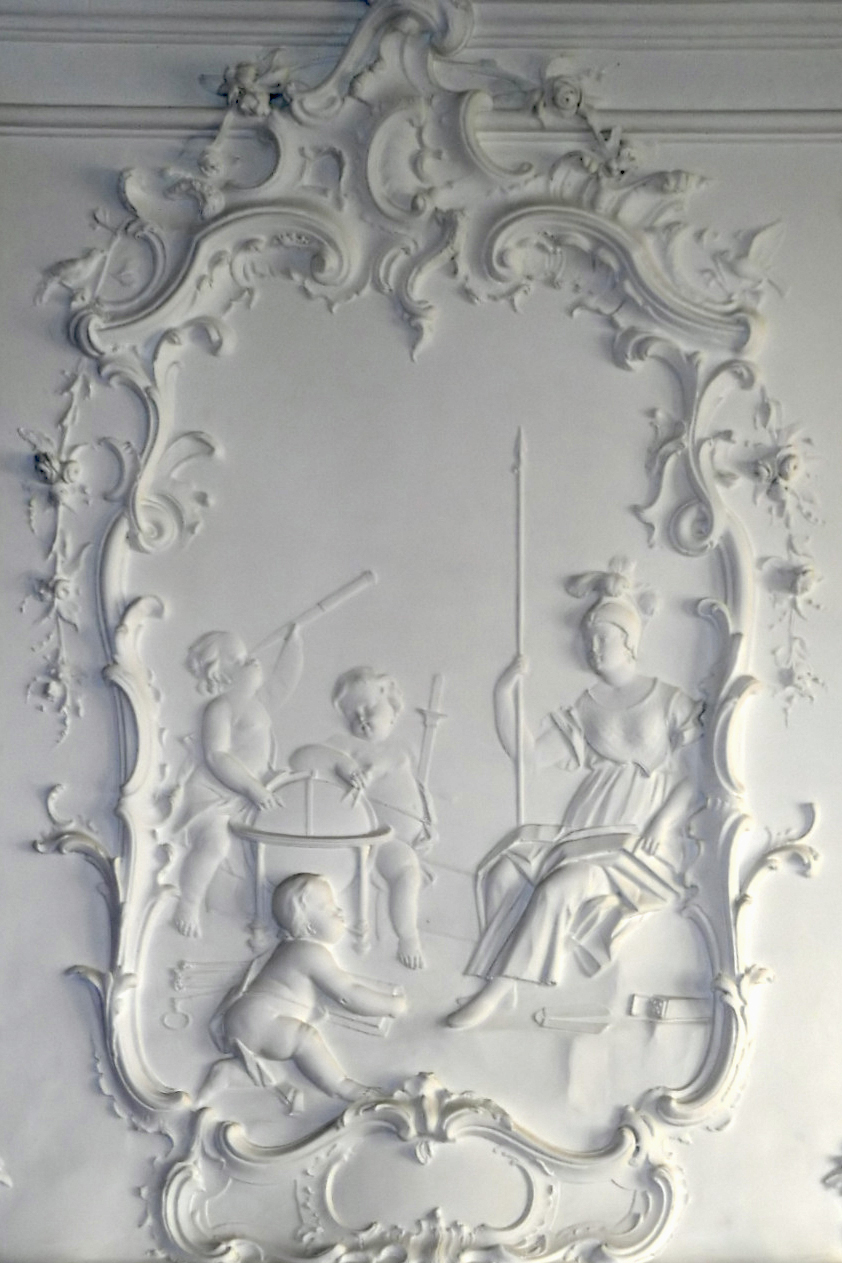
Stuc in hetzelfde pand toont Minerva met attributen die naar de wetenschap verwijzen, als symboliek voor de doelstelling van de fundatie (1756-1760)
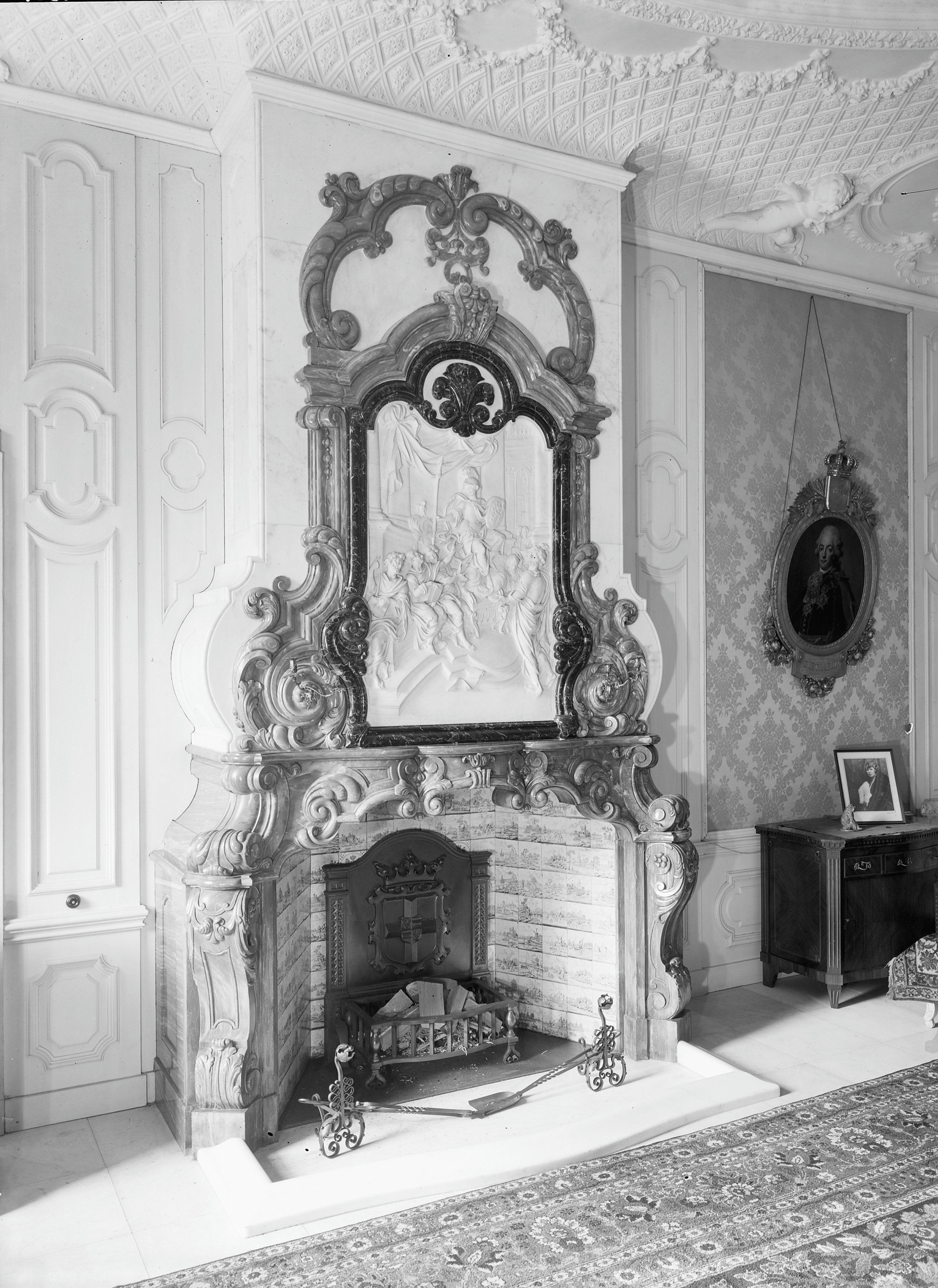
De schouw uit de Ambonkamer van Oude Delft 75 bevindt zich sinds 1897 in kasteel Twickel in Overijssel.
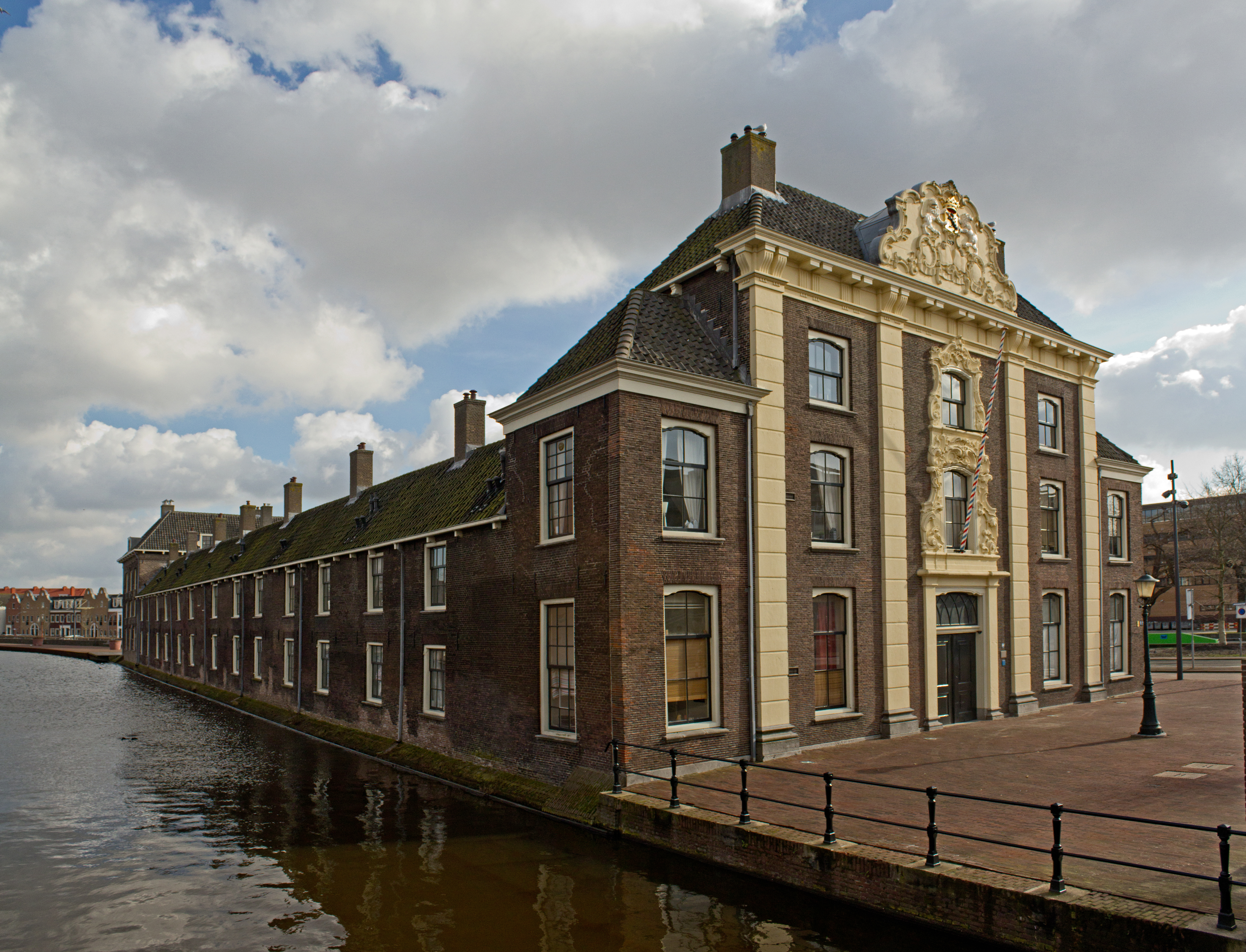
De voorgevel van het Proveniershuis te Schiedam